# 10.or
10.or（通常發音為Tenor）是由中國公司華勤技術於2005年創立的一個手機品牌。 該品牌於印度推出，並僅在亞馬遜印度獨家銷售。
2017年，該公司首次在印度推出了10.or E智能手機，該產品僅在亞馬遜印度上銷售。 此後，該品牌發布了多款產品。
2021年10月23日，公司宣佈永久擱置此計劃直至另行通知，並在同年10月1日起暫停所有服務。

## 產品
截至2018年前，該品牌已推出三款型號。2017年，他們在印度推出了10.or E的兩個版本。這款手機深受年輕一代歡迎，被視為一款功能不錯的低價手機。 2018年8月，10.or D2手機推出。 接近一年後，公司於2019年7月推出了最新款手機10.or G2，並發布了4GB和6GB RAM的兩個版本。
10.or 型號包括：
- 10.or D
- 10.or E（兩個版本）[7]
- 10.or G
- 10.or D2[8][9][10]
- 10.or G2[5]

## 外部連結
- 官方網站（页面存档备份，存于）